# Verrerie de Saint-Just
La Verrerie de Saint-Just est une verrerie française installée dans la commune de Saint-Just-Saint-Rambert dans le département de la Loire. 
Elle est une filiale du groupe Saint-Gobain. 

## Histoire
Les « Verreries de la Loire » (nom d'origine de l'entreprise) furent créées par Ordonnance royale de Charles X en 1826.
À l'origine, la Verrerie produisait des flacons et bouteilles en verre en utilisant le sable de la Loire comme matériau tandis que le charbon des mines voisines de Saint-Étienne fournissait l'énergie nécessaire aux fours à fusion. Les bouteilles sont alors fabriquées par la technique du soufflage du verre au moyen d'une canne creuse.
La Verrerie prend son essor avec l'acquisition de l'entreprise par Mathias André Pelletier en 1865. Celui-ci, fils de verrier, réoriente l'outil de production vers le verre de couleur soufflé à la bouche et met au point des techniques de coloration permettant d'obtenir un éventail de plus de 300 couleurs. L'entreprise profite des nombreux chantiers de restauration des vitraux menés sous le Second Empire pour assoir sa réputation dans ce domaine.
L'entreprise devient la « société anonyme des Verreries de l'Escaut et de la Loire » en 1921 lors de sa fusion aves les « Verreries de Bruay sur l'Escaut ». La Compagnie de Saint-Gobain devient en même temps l'un des actionnaires de la société avec 20 % des parts pour intégrer le savoir-faire de l'entreprise.
La participation de la Compagnie de Saint-Gobain se porte à 50 % en 1948 puis à 100 % en 1961. Un four vertical de type Fourcault permet la production de verre étiré sur le site qui compte alors près de 220 employés.
La Verrerie est labellisée « Entreprise du patrimoine vivant » depuis 2007 puis le quitte avant 2023.

## Artistes associés
Plusieurs artistes de renom ont utilisé les matériaux produits par la Verrerie, des verres de couleur aux verres plaqués et dalles de couleur, pour réaliser certaines de leurs œuvres.
- Marc Chagall
- Auguste Labouret
- Alfred Manessier[réf. nécessaire]
- Henri Matisse
- Fernand Léger
- Léonard Foujita

## Ouvrages
- Verrerie de Saint-Just, Quand le Verre devient Art, Éditions Latecoma, 2009